# Cécile Tormay
Cécile Tormay (Budapest, 8 ottobre 1876 – Mátraháza, 2 aprile 1937) è stata una scrittrice, attivista e traduttrice ungherese.

## Biografa
Tedesca da parte di entrambi i genitori, Cécile nacque e crebbe in Ungheria. Il suo bisnonno materno, József Spiegel (Tüköry de Algyest), era un costruttore edile che assistette István Széchenyi in alcuni suoi progetti, tra cui quello del Ponte delle Catene a Budapest. Suo nonno paterno, Károly Krenmüller (Tormay), prese parte alla rivoluzione del 1848-49 come maggiore dell'esercito e venne per questo nobilitato. Suo padre, Béla Tormay, era un noto esperto di agricoltura del suo tempo ed era membro dell'Accademia delle Scienze d'Ungheria ed era Segretario di Stato. Sua madre era Hermin Barkassy. Cécile studiò privatamente tedesco, italiano, francese e latino e si dedicò all'opera di traduzione dei Fioretti di San Francesco d'Assisi in ungherese.
Nel 1919 iniziò ad occuparsi attivamente di politica, opponendosi al regime di Béla Kun. Pubblicò la sua opera principale Il diario del fuorilegge (Bujdosó könyv) nel 1925 circa gli eventi del 1918–1919, protestando contro il governo comunista ungherese e contro la divisione del regno d'Ungheria. In questo volume denunciò gli abusi commessi dal governo comunista e venne proposta per questo al Premio Nobel per la letteratura per ben due volte, nel 1936 e nel 1937, senza mai comunque vincerlo.
Grande ammiratrice di Mussolini, nel 1932 nel decimo anniversario della Marcia su Roma, incontrò il dittatore italiano portandogli il saluto della Lega delle Donne Ungheresi con un discorso in italiano.

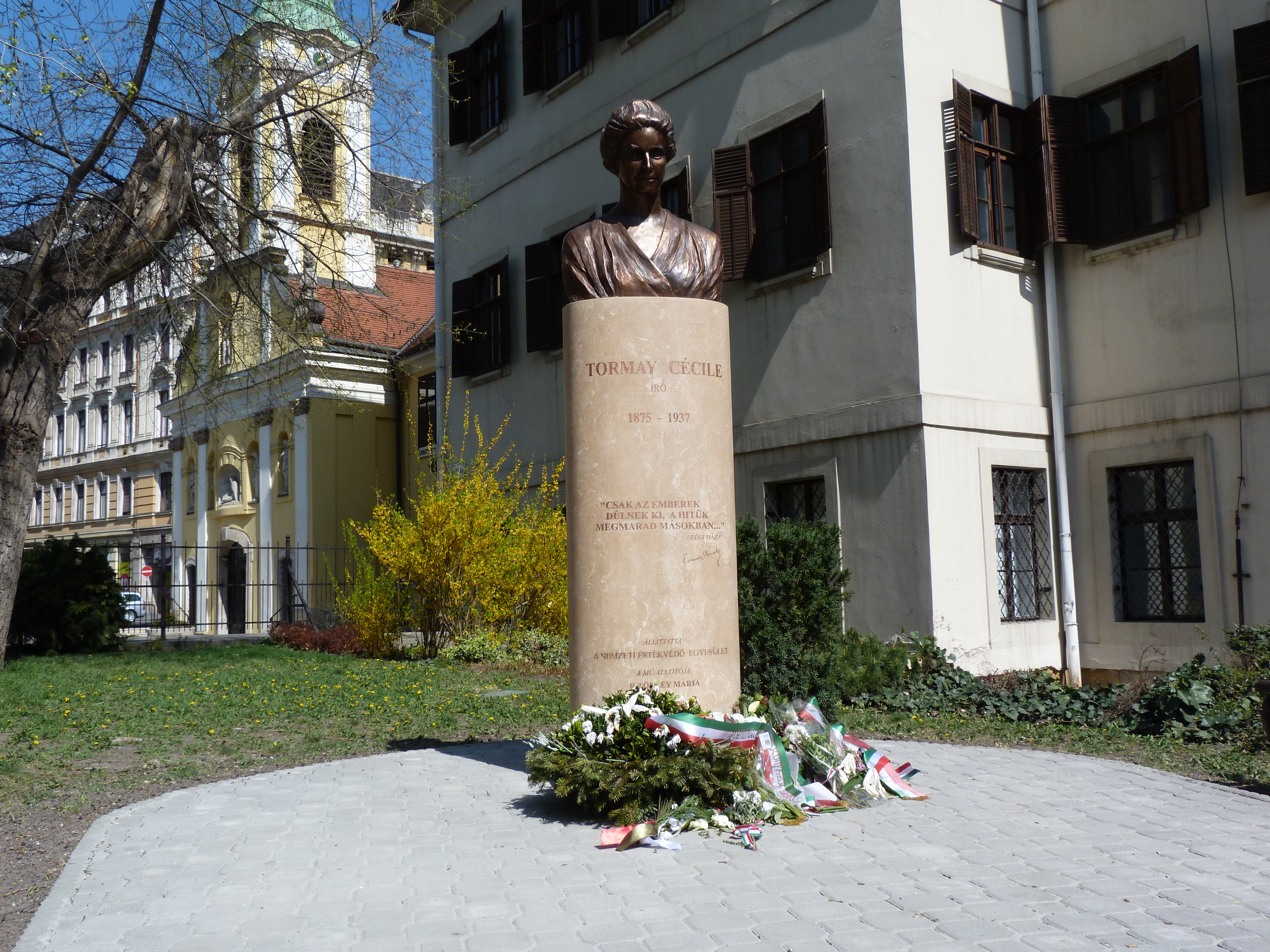
Monumento a Cécile Tormay eretto a Budapest nel 2012, davanti all'Ospedale di San Rocco

Nota scrittrice della sua epoca, compose due racconti Il popolo delle rocce (Emberek a kövek között) nel 1911 e La vecchia casa (A Régi ház) nel 1914 e cinque racconti brevi.
Nella sua vita privata, sposò il conte Rafael Zichy (1877-1944), dal quale ad ogni modo divorziò nel 1925 dopo che quest'ultimo l'aveva accusata di avere una relazione lesbica con la sua ex moglie, la contessa Eduardina Pallavicini (figlia dell'economista Ede Pallavicini). Questa relazione provocò effettivamente un grande scandalo all'epoca e venne ampiamente commentata dalla stampa contemporanea al punto che le due donne, per tutelare la loro immagine, decisero di intentare una causa al conte Zichy che venne infine condannato a un anno e mezzo di prigione. Al di là della relazione tra le due, ciò che più fece sensazione per l'epoca fu indubbiamente il fatto che la vita privata della Tormay andava in netto contrasto con le sue posizioni politiche radicalmente di destra ed a favore della famiglia tradizionale.
La contessa Pallavicini, ad ogni modo, non fu l'unica donna nella vita della Tormay: ebbe una relazione anche con una donna italiana di nome Francesca Orsay per quindici anni prima della guerra; nell'ultimo decennio della sua vita, visse con lei a Mátraháza, nella villa da loro acquistata insieme al conte Lajosné Ambrózy-Migazzi.